# Olympische Sommerspiele 1984/Teilnehmer (Ägypten)
| Gelbes Symbol für Goldmedaillen mit stilisierten Olympischen Ringen | Graues Symbol für Silbermedaillen mit stilisierten Olympischen Ringen | Braundes Symbol für Bronzemedaillen mit stilisierten Olympischen Ringen |
| ------------------------------------------------------------------- | --------------------------------------------------------------------- | ----------------------------------------------------------------------- |
| —                                                                   | 1                                                                     | —                                                                       |

Ägypten nahm an den Olympischen Sommerspielen 1984 in Los Angeles mit einer Delegation von 114 Athleten (108 Männer und sechs Frauen) an 74 Wettkämpfen in 15 Sportarten teil. Fahnenträger bei der Eröffnungsfeier war der Basketballspieler Mohamed Sayed Soliman.

## Medaillengewinner

### Silber
| Name                | Sportart | Wettkampf             |
| ------------------- | -------- | --------------------- |
| Mohamed Ali Rashwan | Judo     | Männer, Offene Klasse |

## Teilnehmer nach Sportarten

### Basketball
Männer
- 12. Platz

- Kader
Amir Abdel Meguid
Essameldin Abou El-Nein
Alain Attalah
Khaled Mohammed Bekhit
Abdel Hadi El-Gazzar
Tarek El-Sabbagh
Mohamed Khaled
Ahmed Mohamed Marei
Abdel Kader Rabieh
Amin Shouman
Mohamed Sayed Soliman
Mohsen Medhat Warda

### Boxen
Männer
- Rushdy Armanios
Halbweltergewicht: Achtelfinale

- Ahmed El-Gindy
Mittelgewicht: 1. Runde

- Gamal El-Din El-Koumy
Bantamgewicht: 2. Runde

- Ahmed El-Nagar
Halbschwergewicht: 1. Runde

- Fayek ’Adly ’Azb
Fliegengewicht: 1. Runde

- Mohamed Hegazi
Federgewicht: Viertelfinale

### Fechten
Männer
- Ihab Aly
Degen, Einzel: 24. Platz
Degen, Mannschaft: 12. Platz

- Ahmed Diab
Florett, Einzel: 41. Platz
Florett, Mannschaft: 12. Platz
Degen, Mannschaft: 12. Platz

- Abdel Monem El-Husseini
Florett, Einzel: 12. Platz
Florett, Mannschaft: 12. Platz

- Bilal Rifaat
Florett, Einzel: 35. Platz
Florett, Mannschaft: 12. Platz

- Abdel Monem Salem
Degen, Einzel: 45. Platz
Degen, Mannschaft: 12. Platz

- Khaled Soliman
Florett, Mannschaft: 12. Platz
Degen, Einzel: 28. Platz
Degen, Mannschaft: 12. Platz

### Fußball
Männer
- Viertelfinale

- Kader
  - Tor

1 Adel El-Mahmour
17 Ahmed Nagui Salem
  - Abwehr

2 Khalid Gadallah
3 Rabie Yassin
5 Ibrahim Youssef
6 Mohamed Sedki
13 Badr Hamed
15 Mohamed Omar El-Zeer
  - Mittelfeld

4 Mahmoud Hassan Saleh
8 Shawky Gharib
9 Magdi Abdelghani
10 Mahmoud El-Khatib
12 Taher Abou Zeid
  - Sturm

7 Moustafa Abdou
11 Emad Soliman
14 Mohamed Helmi
16 Alaa Nabil

### Gewichtheben
Männer
- Ahmed Fouad Aly
Mittelgewicht: 15. Platz

- Ibrahim El-Bakh
Leichtschwergewicht: 5. Platz

- Mohamed Hafez El-Sayed
Fliegengewicht: 12. Platz

- Mahmoud Mahgoub
Leichtschwergewicht: 13. Platz

- Ashraf Mohamed
II. Schwergewicht: DNF

- Maged Mohamed
Mittelschwergewicht: 15. Platz

- Mosad Mosbah
Superschwergewicht: 6. Platz

- Mohamed El-Sayed Ramadan
Bantamgewicht: 13. Platz

- Ibrahim Shaban
Mittelschwergewicht: DNF

- Mohamed Youssef
Federgewicht: 10. Platz

### Judo
Männer
- Sherif El-Digwy
Schwergewicht: 7. Platz

- Walid Mohamed Hussain
Halbmittelgewicht: 9. Platz

- Atif Muhammad Hussain
Mittelgewicht: 18. Platz

- Mohamed Ali Rashwan
Offene Klasse: Silber

- Mohamed Soubei
Halbleichtgewicht: 20. Platz

- Yousry Zagloul
Leichtgewicht: 19. Platz

### Leichtathletik
Männer
- Ahmed Mohamed Achouche
Kugelstoßen: 17. Platz in der Qualifikation

- Hassan Ahmed Badra
Dreisprung: 11. Platz

- Ahmed Ghanem
400 Meter Hürden: Vorläufe

- Hisham Mohamed Mekin
110 Meter Hürden: Vorläufe

- Nafi Mersal
400 Meter: Vorläufe

- Mohamed Hamed Naguib
Diskuswurf: kein gültiger Versuch in der Qualifikation

- Ahmed Kamel Shatta
Kugelstoßen: 15. Platz in der Qualifikation

### Moderner Fünfkampf
Männer
- Samy Awad
Einzel: 36. Platz
Mannschaft: 12. Platz

- Ihab El-Lebedy
Einzel: 33. Platz
Mannschaft: 12. Platz

- Ahmed Nasser
Einzel: 39. Platz
Mannschaft: 12. Platz

### Ringen
Männer
- Farag Ali
Fliegengewicht, Freistil: 2. Runde

- Salem Bekhit
Federgewicht, griechisch-römisch: 6. Platz

- Mohamed El-Ashram
Mittelgewicht, griechisch-römisch: 6. Platz
Mittelgewicht, Freistil: 3. Runde

- Hassan El-Haddad
Superschwergewicht, griechisch-römisch: 5. Platz
Superschwergewicht, Freistil: 4. Platz

- Mahmoud Moustafa Fathalla
Fliegengewicht, griechisch-römisch: 2. Runde

- Mohamed Hamad
Weltergewicht, griechisch-römisch: 8. Platz
Weltergewicht, Freistil: 2. Runde

- Hussain El-Din Hamed
Leichtgewicht, Freistil: 4. Runde

- Kamal Ibrahim
Halbschwergewicht, griechisch-römisch: 2. Runde

- Shaban Ibrahim
Leichtgewicht, griechisch-römisch: 7. Platz

- Abdel Latif Khalaf
Bantamgewicht, griechisch-römisch: 2. Runde

### Schießen
- Emad El-Gaindi
Schnellfeuerpistole: 41. Platz

- Mohsen El-Sayed
Trap: 45. Platz

- Mohamed Amin Fikry
Kleinkaliber, liegend: 63. Platz

- Refaat Kaid
Schnellfeuerpistole: 22. Platz

- Mohamed Khorshed
Skeet: 53. Platz

- Housham Moustafa
Skeet: 13. Platz

- Sherif Saleh
Trap: 9. Platz

- Kamal El-Din Shemais
Luftgewehr: 39. Platz

- Attif Soudi
Kleinkaliber, liegend: 55. Platz

### Schwimmen
| Männer - Ahmed Eid 4 × 100 Meter Freistil: disqualifiziert im Vorlauf 100 Meter Schmetterling: 41. Platz - Emad El-Shafei 100 Meter Rücken: 33. Platz 200 Meter Rücken: 29. Platz 200 Meter Lagen: 30. Platz - Ayman Nadim 100 Meter Brust: 43. Platz 200 Meter Brust: 39. Platz 4 × 100 Meter Lagen: 15. Platz - Sharif Nour 4 × 100 Meter Freistil: disqualifiziert im Vorlauf 100 Meter Rücken: 26. Platz 4 × 100 Meter Lagen: 15. Platz - Ahmed Said 100 Meter Freistil: 50. Platz 4 × 100 Meter Freistil: disqualifiziert im Vorlauf 100 Meter Schmetterling: 35. Platz 4 × 100 Meter Lagen: 15. Platz - Mohamed Youssef 100 Meter Freistil: 34. Platz 200 Meter Freistil: 44. Platz 4 × 100 Meter Freistil: disqualifiziert im Vorlauf 200 Meter Schmetterling: 31. Platz 4 × 100 Meter Lagen: 15. Platz | Frauen - Nevine Hafez 100 Meter Freistil: 42. Platz 100 Meter Freistil: 32. Platz - Sherwite Hafez 100 Meter Freistil: 40. Platz 100 Meter Schmetterling: 33. Platz |

### Segeln
- Nasser Karam
Finn-Dinghy: 28. Platz

### Synchronschwimmen
Frauen
- Sahar Helal
Einzel: Vorrunde

- Dahlia Mokbel
Einzel: 16. Platz
Duett: 17. Platz

- Sahar Youssef
Einzel: Vorrunde
Duett: 17. Platz

### Volleyball
Männer
- 10. Platz

- Kader
Mohamed Abdel Hamed
Khaled Abdel Rahman
Mahmoud Abou Elelaa
Gaber Mooti Abou Zeid
Essam Awad
Ahmed Abdel Aziz El-Askalani
Ahmed El-Shamouty
Shaban El-Tantawy
Abdel Hamid El-Wassimy
Ehab Mohamed
Hisham Radwan
Essam Ramadan

### Wasserspringen
| Männer - Said Daw Kunstspringen: 26. Platz in der Qualifikation Turmspringen: 23. Platz in der Qualifikation - Tamer Farid Kunstspringen: 28. Platz in der Qualifikation - Amro Hassan Turmspringen: 26. Platz in der Qualifikation | Frauen - Rim Hassan Kunstspringen: 24. Platz in der Qualifikation Turmspringen: 21. Platz in der Qualifikation |